# Saison 2024-2025 du MC Oran
Maillots
Dernière mise à jour : 27 septembre 2024.
Chronologie
Saison précédente Saison suivante
La saison 2024-2025 du Mouloudia Club d'Oran est la 60e saison du club en première division algérienne. L'équipe est engagée en Ligue 1 et en Coupe d'Algérie.

## Faits marquants de la saison
La nouvelle direction sous le parrainage la société Hyproc Shipping Company qui a pris les commandes du club depuis le 17 août 2023 a vue au milieu de cette saison quelques modifications. Ainsi dans le SSPA/MCO, le 9 janvier 2025, Mourad Meziane deviens le nouveau directeur sportif à la place de Abdelkrim Benaouda et Ahmed Belkacemi (El-Harrachi) est démis de ses fonctions de membre du Comité d'Administration de la SSPA/MCO.
Dans le CSA/MCO, le club est resté sans président depuis que le président sortant Chamseddine Bensenouci, et de son bureau exécutif ont quitté leurs fonctions en septembre 2024 après l’adoption de leur bilan moral lors de l’Assemblée générale ordinaire. Le 6 février 2025, Baroudi Bellelou est élu nouveau président du CSA/MCO lors de l'assemblé générale extraordinaire.
| Noms                          | Fonctions                              |
| SSPA/MCO                      | SSPA/MCO                               |
| ----------------------------- | -------------------------------------- |
| Chakib Boumediene Ghomari     | Président de la SSPA                   |
| Fayçal Belbachir              | Vice-président de la SSPA              |
| Abdelkrim Benaouda            | Directeur sportif                      |
| Mourad Meziane                | Directeur sportif                      |
| Lamine Kebir                  | Manager général                        |
| Chakib Boumediene Ghomari     | Membres du CA SSPA                     |
| Fayçal Belbachir              | Membres du CA SSPA                     |
| Abdelkrim Benaouda            | Membres du CA SSPA                     |
| Ahmed Belkacemi (El-Harrachi) | Membres du CA SSPA                     |
| Lamine Kebir                  | Membres du CA SSPA                     |
| Kada Kechamli                 | Coordinateur d'équipe                  |
| Toufik Belahcene              | Secrétaire général                     |
| Mohamed Faouzi Bouanani       | Secrétaire général                     |
| Toufik Belahcene              | Secrétaire général                     |
|                               | Directeur des Finances et Comptabilité |
|                               | Chargé des ressources humaines         |
|                               | Chargé de communication                |
| Rachid Serradj                | Responsable du Comité des Supporters   |
| Hyproc Shipping Company       | Actionnaires de la SSPA                |
| CSA MC Oran                   | Actionnaires de la SSPA                |
| CSA/MCO                       |                                        |
| Chamseddine Bensenouci        | Président du CSA                       |
| Baroudi Bellelou              | Président du CSA                       |
| Mohamed Hemiane               | Bureau exécutif du CSA                 |
| Boubeker Rajeh                | Bureau exécutif du CSA                 |
| Fethi Abdellaoui              | Secrétaire général                     |
| Amine Abdelmoumen             | Trésorier                              |

## Matchs amicaux

### Préparation d'avant-saison
Le MC Oran a entamé son premier stage de préparation sur le site de Lalla Setti à Tlemcen et qui a duré du 23 juillet au 4 août 2024. Le deuxième stage se déroule à Izmit dans la province de Kocaeli en Turquie, qui dure du 16 au 31 août 2024. Les matchs quant à eux se déroulent à Gölcük dans la même province avec comme programme quelques matchs amicaux dont l'un avec l'Équipe nationale du Kirghizistan.

### Préparation hivernale
Pas de préparation hivernale n'a été faite par le club, seulement des transferts de joueurs.

### Autres matchs de préparation
Matchs joués pendant la phase retour. Premier match de amical joué entre la dix-huitième et la dix-neuvième journée, contre l'IRB El Kerma.

## Transferts

### Mercato d'été
| Nom                      | Nationalité     | Poste             | Type de transfert      | Durée | Provenance/Destination | Division              | Réf.   |
| ------------------------ | --------------- | ----------------- | ---------------------- | ----- | ---------------------- | --------------------- | ------ |
| Arrivées                 |                 |                   |                        |       |                        |                       |        |
| Léonard Aggoune          | Algérie/ France | Gardien de but    | Transfert libre        | 2 ans | FC Rouen               | National              | [ 8 ]  |
| Chamseddine Rahmani      | Algérie         | Gardien de but    | Transfert libre        | 2 ans | JS Kabylie             | Ligue 1 Pro.          | ,      |
| Tarek Aggoun             | Algérie         | Défenseur         | Transfert libre        | 2 ans | ES Sétif               | Ligue 1 Pro.          | [ 11 ] |
| Kelyan Guessoum          | Algérie/ France | Défenseur         | Transfert libre        | 3 ans | Etar Veliko Tarnovo    | Deuxième Ligue        | [ 12 ] |
| Yanis Hamache            | Algérie/ France | Défenseur         | Transfert libre        | 3 ans | FC Arouca              | Primeira Liga         | [ 13 ] |
| Karim Mammar             | Algérie/ Suède  | Défenseur         | Transfert libre        | 3 ans | Degerfors IF           | Superettan            | [ 14 ] |
| Juba Aguieb              | Algérie         | Milieu de terrain | Transfert libre        | 2 ans | ASO Chlef              | Ligue 1 Pro.          | [ 10 ] |
| Chahreddine Boukholda    | Algérie/ France | Milieu de terrain | Transfert libre        | 3 ans | Etar Veliko Tarnovo    | Deuxième Ligue        | [ 15 ] |
| Sery Gnoleba             | Côte d'Ivoire   | Milieu de terrain | Transfert libre        | 3 ans | ASEC Mimosas           | Ligue 1               | [ 16 ] |
| Yacine Aliane            | Algérie         | Attaquant         | Transfert libre        | 3 ans | ASO Chlef              | Ligue 1 Pro.          |        |
| Karim Aribi              | Algérie         | Attaquant         | Transfert libre        | 2 ans | Ohod Club              | First Division League |        |
| Mohamed Sylla            | Côte d'Ivoire   | Attaquant         | Transfert libre        | 3 ans | RC Abidjan             | Ligue 1               | [ 17 ] |
| Départs                  |                 |                   |                        |       |                        |                       |        |
| Faris Boukerrit          | Algérie         | Gardien de but    | Résiliation de contrat |       | US Biskra              | Ligue 1 Pro.          |        |
| Mohammed Hamadi          | Algérie         | Gardien de but    | Résiliation de contrat |       | CR Témouchent          | Ligue 2               |        |
| Bachir Della Krachai     | Algérie         | Gardien de but    | Résiliation de contrat |       | RC Arbaâ               | Ligue 2               |        |
| Djamel Ibouzidène        | Algérie         | Défenseur         | Transfert              |       | RC Kouba               | Ligue 2               |        |
| Mohamed Naâmani          | Algérie         | Défenseur         | Transfert              |       | NA Hussein Dey         | Ligue 2               |        |
| Abderrahmane Nehari      | Algérie         | Défenseur         | Transfert              |       | RC Kouba               | Ligue 2               |        |
| Abdelkader Tamimi        | Algérie         | Défenseur         | Transfert              |       | ES Mostaganem          | Ligue 1 Pro.          |        |
| Amine Benbelaid          | Algérie         | Milieu de terrain | Résiliation de contrat |       | ASM Oran               | Ligue 2               |        |
| Mohamed Bengrina         | Algérie         | Milieu de terrain | Résiliation de contrat |       | ES Ben Aknoun          | Ligue 2               |        |
| Salim Bennai             | Algérie         | Milieu de terrain | Transfert              |       | RC Kouba               | Ligue 2               |        |
| Ilyes Chérif El-Ouazzani | Algérie         | Milieu de terrain | Résiliation de contrat |       | ASM Oran               | Ligue 2               |        |
| Imed Saihi               | Algérie         | Milieu de terrain | Transfert              |       | RC Kouba               | Ligue 2               |        |
| Juba Oukaci              | Algérie         | Milieu de terrain | Résiliation de contrat |       | ASO Chlef              | Ligue 1 Pro.          |        |
| Yacine Guenina           | Algérie         | Attaquant         | Résiliation de contrat |       | JSM Tiaret             | Ligue 2               |        |
| Mourad Benayad           | Algérie         | Attaquant         | Résiliation de contrat |       | JS El Biar             | Ligue 2               |        |

#### Période estivale des U21
| Nom                   | Nationalité | Poste             | Type de transfert      | Durée | Provenance/Destination | Division       | Réf. |
| --------------------- | ----------- | ----------------- | ---------------------- | ----- | ---------------------- | -------------- | ---- |
| Arrivées              |             |                   |                        |       |                        |                |      |
| Anis Mendil           | Algérie     | Gardien de but    | Début de contrat       |       | MC Oran U21            | Ligue 1 U21    |      |
| Oussama Benatia       | Algérie     | Défenseur         | Début de contrat       |       | MC Oran U21            | Ligue 1 U21    |      |
| Mounir Mehdi Mahadene | Algérie     | Attaquant         | Début de contrat       |       | MC Oran U21            | Ligue 1 U21    |      |
| Départs               |             |                   |                        |       |                        |                |      |
| Abdellah Oukil        | Algérie     | Milieu de terrain | Résiliation de contrat |       | Al Tersana             | Premier League |      |
| Mokhtar Ghalem        | Algérie     | Milieu de terrain | Résiliation de contrat |       | CR Témouchent U21      | Ligue 2 U21    |      |

### Mercato d'hiver
| Nom                  | Nationalité     | Poste             | Type de transfert      | Durée   | Provenance/Destination | Division       | Réf. |
| -------------------- | --------------- | ----------------- | ---------------------- | ------- | ---------------------- | -------------- | ---- |
| Arrivées             |                 |                   |                        |         |                        |                |      |
| Sid'Ahmed Ablla      | Mauritanie      | Défenseur         | Transfert              | 18 mois | AS Vita Club           | Linafoot       |      |
| Abderrahmane Bourdim | Algérie         | Milieu de terrain | Transfert              | 18 mois | ASO Chlef              | Ligue 1 Pro.   |      |
| Dalil Hassen Khodja  | Algérie         | Milieu de terrain | Transfert              | 18 mois | MC Alger               | Ligue 1 Pro.   |      |
| Abdelaziz Moulay     | Algérie         | Attaquant         | Transfert              | 18 mois | ES Sétif               | Ligue 1 Pro.   |      |
| Pa Omar Jobe         | Gambie          | Attaquant         | Transfert              | 18 mois | Çetinkaya              | KTFF Süper Lig |      |
| Départs              |                 |                   |                        |         |                        |                |      |
| Yanis Hamache        | Algérie/ France | Défenseur         | Résiliation de contrat |         |                        |                |      |
| Aymen Chadli         | Algérie         | Milieu de terrain | Résiliation de contrat |         | WA Mostaganem          | Ligue 2        |      |
| Sery Gnoleba         | Côte d'Ivoire   | Milieu de terrain | Résiliation de contrat |         |                        |                |      |
| Oualid Ardji         | Algérie         | Attaquant         | Résiliation de contrat |         | RC Kouba               | Ligue 2        |      |
| Merouane Boussalem   | Algérie         | Attaquant         | Résiliation de contrat |         | US Biskra              | Ligue 1 Pro.   |      |

#### Période hivernale des U21
| Nom            | Nationalité | Poste     | Type de transfert | Durée | Provenance/Destination | Division    | Réf. |
| -------------- | ----------- | --------- | ----------------- | ----- | ---------------------- | ----------- | ---- |
| Arrivées       |             |           |                   |       |                        |             |      |
| Mohamed Amran  | Algérie     | Attaquant | Début de contrat  |       | MC Oran U21            | Ligue 1 U21 |      |
| Yacine Goudjil | Algérie     | Attaquant | Début de contrat  |       | MC Oran U21            | Ligue 1 U21 |      |

## Effectif professionnel actuel (2024-2025)
Mise à jour:15 février 2025.

## Staff Actuel

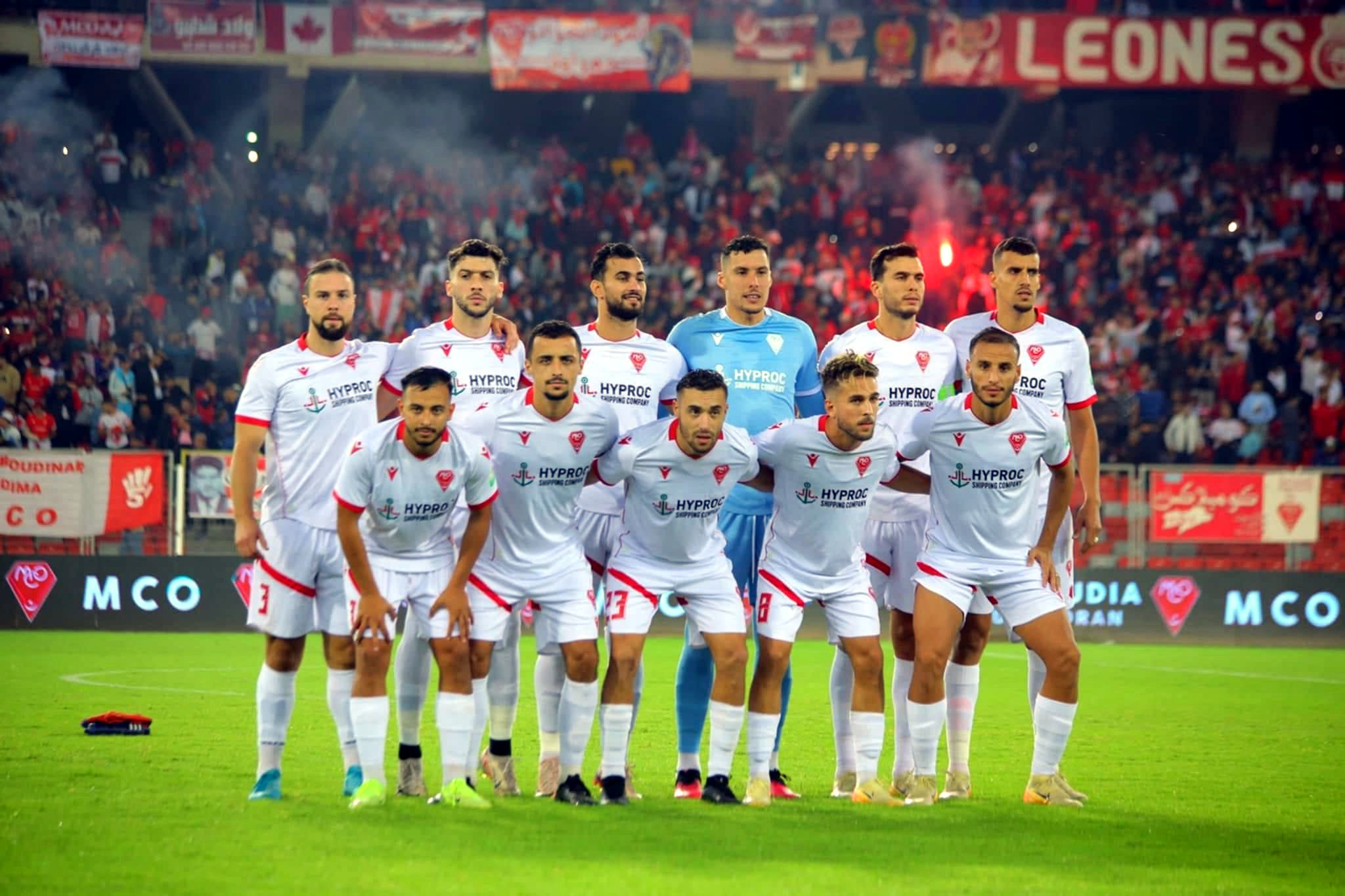
Le Mouloudia Club d'Oran face à l'Entente Sportive de Sétif le 07 11 2024 au Stade Miloud Hadefi lors de la 8e journée du championnat national.

Après avoir réussi à assurer le maintien avec le club la saison passée, l'entraîneur Youcef Bouzidi est remercié le 5 octobre 2024 le lendemain du match de la troisième journée du championnat national, il quitte le club à la suite des résultats non satisfaisants en ce début de saison. Le directeur sportif Abdelkrim Benaouda assure transitoirement le poste le temps de recruter un nouvel entraîneur. Le 9 octobre 2024 le franco-malien Éric Chelle est nommé officiellement entraineur du club, il signe un contrat allant jusqu'à la fin de saison 2025-2026. Le 11 janvier 2022, la direction du club annonce le départ d'Éric Chelle à la suite de la nouvelle proposition de prise de poste de ce dernier de l'équipe nationale du Nigeria. Le 6 février 2025, Abdelkader Amrani est nommé nouvel entraîneur du club.
| Position                                            | Staff                | Dates                           |
| Staff Technique                                     | Staff Technique      | Staff Technique                 |
| --------------------------------------------------- | -------------------- | ------------------------------- |
| Entraîneur                                          | Youcef Bouzidi       | 15 janvier 2024-05 octobre 2024 |
| Entraîneur                                          | Éric Chelle          | 9 octobre 2024-11 janvier 2025  |
| Entraîneur                                          | Abdelkader Amrani    | 6 février 2025-présent          |
| Entraîneur(s) adjoint                               | Mohamed Khelil Samai |                                 |
| Entraîneur(s) adjoint                               | Mohamed Boutadjine   |                                 |
| Entraîneur(s) adjoint                               | Hadj Merine          |                                 |
| Entraîneur(s) adjoint                               | Alou Badra Diallo    |                                 |
| Entraîneur(s) adjoint                               | Abdellatif Bouazza   |                                 |
| Deuxième entraîneur adjoint                         | Youcef Latrèche      |                                 |
| Entraîneur(s) des gardiens de but                   | Reda Acimi           |                                 |
| Entraîneur(s) des gardiens de but                   | Jean-Daniel Padovani |                                 |
| Entraîneur(s) des gardiens de but                   | Karim Saoula         |                                 |
| Préparateur(s) physique                             | Houssem Zorgati      |                                 |
| Préparateur(s) physique                             | Karim Chemoune       |                                 |
| Préparateur(s) physique                             | Thomas Gournouec     |                                 |
| Préparateur(s) physique                             | Arezki Boukhelef     |                                 |
| Resp. logistique & vidéo                            | Hedi Taboubi         |                                 |
| Staff Médical                                       |                      |                                 |
| Médecin                                             | Rafik Ramdane        |                                 |
| Spécialiste en thérapie corporelle par le mouvement | Mohamed Boudaoued    |                                 |
| Soigneur                                            | Amar Benarmas        |                                 |

| Position                           | Staff                   |
| Staff Technique des U21            | Staff Technique des U21 |
| ---------------------------------- | ----------------------- |
| Entraîneur U21                     | Bachir Mecheri          |
| Entraîneur U21                     | Omar Bouazza Krachaï    |
| Entraîneur adjoint U21             | Aïssa Kinane            |
| Entraîneur des gardiens de but U21 | Abdesslam Benabdellah   |
| Entraîneur des gardiens de but U21 | Karim Saoula            |
| Préparateur physique U21           | Benaïssa Benaâda        |
| Staff Médical des U21              |                         |
| Médecin U21                        | Khaled Kharoubi         |
| Soigneur U21                       | Houari Dardjellab       |

## Compétitions

### Championnat d'Algérie

#### Phase aller
| Date        | J. | Adversaire     | Lieu | Score | Buteurs du MCO                   | Buteurs de l'Adv.                               | Class. | Public    |
| ----------- | -- | -------------- | ---- | ----- | -------------------------------- | ----------------------------------------------- | ------ | --------- |
| 21/09/2024, | 1  | JS Saoura      | Dom. | 2–0   | Belmiloud 11e (csc), Kerroum 78e | —                                               | 1er    | 15 000    |
| 28/09/2024  | 2  | ES Mostaganem  | Ext. | 2–1   | Aguieb 42e                       | Addadi 51e (pen.), Hitala 70e                   | 6e     | Huis clos |
| 04/10/2024  | 3  | ASO Chlef      | Dom. | 0–0   | —                                | —                                               | 7e     | 18 000    |
| 11/10/2024  | 4  | MC Alger       | Ext. | 1–0   | —                                | Naidji 66e                                      | 9e     | 28 000    |
| 19/10/2024  | 5  | JS Kabylie     | Dom. | 2–0   | Mammar 27e, Dahar 82e (pen.)     | —                                               | 7e     | 20 000    |
| 25/10/2024  | 6  | Paradou AC     | Ext. | 2–2   | Dahar 59e (pen.), Boukholda 88e  | Soukkou 44e, Boulbina 83e                       | 6e     | 15 000    |
| 02/11/2024  | 7  | CS Constantine | Dom. | 1–0   | Motrani 9e                       | —                                               | 5e     | Huis clos |
| 07/11/2024  | 8  | ES Sétif       | Dom. | 1–0   | Aguieb 61e                       | —                                               | 3e     | 25 000    |
| 15/11/2024  | 9  | O Akbou        | Ext. | 3–1   | Boussalem 82e                    | Haroun 81e (pen.), Bouteldja 60+6e, Adrar 90+9e | 6e     | 11 000    |
| 22/11/2024  | 10 | USM Khenchela  | Dom. | 0–0   | —                                | —                                               | 6e     | 20 000    |
| 30/11/2024  | 11 | NC Magra       | Ext. | 2–1   | Boussalem 45+2e                  | Amrane 58e 90+4e (pen.)                         | 8e     | 3 000     |
| 8/12/2024   | 12 | US Biskra      | Dom. | 1–0   | Aggoun 79e                       | —                                               | 5e     | 10 000    |
| 13/12/2024  | 13 | MC El Bayadh   | Ext. | 1–0   | —                                | Toumi 24e                                       | 8e     | 5 000     |
| 20/12/2024  | 14 | CR Belouizdad  | Dom. | 1–2   | Aribi 79e                        | Mahious 33e 46e                                 | 9e     | Huis clos |
| 26/12/2024  | 15 | USM Alger      | Ext. | 3–0   | —                                | Benzaza 48e, Aggoun 90+3e (csc), Azzi 90+6e     | 11e    | 10 000    |

#### Phase retour
| Date       | J. | Adversaire     | Lieu | Score | Buteurs du MCO                                     | Buteurs de l'Adv.                 | Class. | Public    |
| ---------- | -- | -------------- | ---- | ----- | -------------------------------------------------- | --------------------------------- | ------ | --------- |
| 12/02/2025 | 16 | JS Saoura      | Ext. | 2–0   | —                                                  | Bentaleb 79e, Saâdi 90+8e (pen.), | 13e    | 4 500     |
| 19/02/2025 | 17 | ES Mostaganem  | Dom. | 1–0   | Moulay 26e                                         | —                                 | 11e    | Huis clos |
| 25/02/2025 | 18 | ASO Chlef      | Ext. | 1–0   | —                                                  | Agbagno 90+4e (pen.)              | 11e    | 15 000    |
| 06/03/2025 | 19 | MC Alger       | Dom. | 0–2   | —                                                  | Bayazid 7e, Naidji 49e            | 12e    | Huis clos |
| 14/03/2025 | 20 | JS Kabylie     | Ext. | 2–1   | Dahar 54e                                          | Ignatyev 15e, Lahmeri 67e         | 13e    | 20 000    |
| 04/04/2025 | 21 | Paradou AC     | Dom. | 2–0   | Dahar 20e (pen.), Motrani 66e                      | —                                 | 11e    | Huis clos |
| 22/05/2025 | 22 | CS Constantine | Ext. | 2–2   | Kerroum 59e, Baakoh 63e                            | Benchaâ 9e, Dib 19e               | 12e    | 10 000    |
| 18/04/2025 | 23 | ES Sétif       | Ext. | 1–0   | —                                                  | Djahnit 85e (pen.)                | 12e    | 20 000    |
| 25/04/2025 | 24 | O Akbou        | Dom. | 1–0   | Dahar 54e (pen.)                                   | —                                 | 11e    | 30 000    |
| 10/05/2025 | 25 | USM Khenchela  | Ext. | 2–1   | Goudjil 33e                                        | Oukil 4e, Djaouchi 40e (pen.)     | 11e    | Huis clos |
| 16/05/2025 | 26 | NC Magra       | Dom. | 2–1   | Jobe 8e 45+2e                                      | Amrane 15e                        | 11e    | 15 000    |
| 25/05/2025 | 27 | US Biskra      | Ext. | 0–2   | Boukholda 11e, Jobe 39e                            | —                                 | 10e    | 1 500     |
| 11/06/2025 | 28 | MC El Bayadh   | Dom. | 3–2   | Boukholda 13e, Bourdim 87e 90+5e                   | Barkat 45e, Sediri 61e            | 9e     | 13 000    |
| 17/06/2025 | 29 | CR Belouizdad  | Ext. | 2–0   | —                                                  | Mahious 45e (pen.), Hamroune 58e  | 9e     | 9 000     |
| 20/06/2025 | 30 | USM Alger      | Dom. | 4–0   | Goudjil 40e, Moulay 84e, Jobe 90+1e, Benatia 90+4e | —                                 | 8e     | 10 000    |

#### Classement
| Rang | Équipe         | Pts | J  | G  | N  | P  | Bp | Bc | Diff | Qualification ou relégation                               |
| ---- | -------------- | --- | -- | -- | -- | -- | -- | -- | ---- | --------------------------------------------------------- |
| 6    | ES Sétif       | 41  | 30 | 11 | 8  | 11 | 21 | 24 | −3   |                                                           |
| 7    | USM Alger      | 40  | 30 | 10 | 10 | 10 | 26 | 26 | 0    | Qualification pour la Coupe de la confédération 2025–2026 |
| 8    | MC Oran        | 40  | 30 | 12 | 4  | 14 | 32 | 33 | −1   |                                                           |
| 9    | USM Khenchela  | 40  | 30 | 11 | 7  | 12 | 28 | 38 | −10  |                                                           |
| 10   | CS Constantine | 39  | 30 | 9  | 12 | 9  | 31 | 31 | 0    |                                                           |

1. ↑  Deuxième place qualificative pour la coupe de la confédération de la CAF pour le vainqueur de la coupe d'Algérie 2024-2025

### Coupe d'Algérie
| Date       | Tour           | Adversaire       | Lieu          | Score | Buteurs du MCO             | Buteurs de l'adv.     | Public |
| ---------- | -------------- | ---------------- | ------------- | ----- | -------------------------- | --------------------- | ------ |
| 04/01/2025 | 1/32 de finale | US Béchar Djedid | 20-Août       | 2–3ap | Sylla 32e, Aribi 105e 119e | Kihel 59e, Saadi 115e | 8 000  |
| 11/01/2025 | 1/16 de finale | USM Sétif        | 8-Mai         | 0–1   | Dahar 53e (pen.)           | —                     | 1 000  |
| 07/02/2025 | 1/8 de finale  | USM El Harrach   | Miloud-Hadefi | 0–1   | —                          | Berrabeh 55e          | 37 000 |

## Statistiques
Statistiques de la saison des joueurs du Mouloudia Club d'Oran :

Mise à jour le 20 juin 2025.

### Buteurs
| Rang    | Joueur                | Ligue 1 | Coupe | Total |
| ------- | --------------------- | ------- | ----- | ----- |
| 1       | Marouane Dahar        | 5       | 1     | 6     |
| 2       | Pa Omar Jobe          | 4       | 0     | 4     |
| 3       | Chahreddine Boukholda | 3       | 0     | 3     |
| 3       | Karim Aribi           | 1       | 2     | 3     |
| 5       | Juba Aguieb           | 2       | 0     | 2     |
| 5       | Abderrahmane Bourdim  | 2       | 0     | 2     |
| 5       | Merouane Boussalem    | 2       | 0     | 2     |
| 5       | Yacine Goudjil        | 2       | 0     | 2     |
| 5       | Ahmed Kerroum         | 2       | 0     | 2     |
| 5       | Zoubir Motrani        | 2       | 0     | 2     |
| 5       | Abdelaziz Moulay      | 2       | 0     | 2     |
| 12      | Tarek Aggoun          | 1       | 0     | 1     |
| 12      | Maxwell Baakoh        | 1       | 0     | 1     |
| 12      | Oussama Benatia       | 1       | 0     | 1     |
| 12      | Karim Mammar          | 1       | 0     | 1     |
| 12      | Mohamed Sylla         | 0       | 1     | 1     |
| But csc | Tarek Aggoun          | 1       | 0     | 1     |

### Passeurs Décisifs
| Rang | Joueur                | Ligue 1 | Coupe | Total |
| ---- | --------------------- | ------- | ----- | ----- |
| 1    | Abdelhafid Benamara   | 4       | 0     | 4     |
| 1    | Juba Aguieb           | 3       | 1     | 4     |
| 3    | Yacine Aliane         | 2       | 0     | 2     |
| 3    | Chahreddine Boukholda | 2       | 0     | 2     |
| 3    | Marouane Dahar        | 2       | 0     | 2     |
| 3    | Zoubir Motrani        | 2       | 0     | 2     |
| 3    | Mohamed Sylla         | 1       | 1     | 2     |
| 8    | Karim Aribi           | 1       | 0     | 1     |
| 8    | Abdelkader Belharrane | 1       | 0     | 1     |
| 8    | Abderrahmane Bourdim  | 1       | 0     | 1     |
| 8    | Pa Omar Jobe          | 1       | 0     | 1     |
| 8    | Ahmed Kerroum         | 1       | 0     | 1     |
| 8    | Abdelaziz Moulay      | 1       | 0     | 1     |